# Wolfgang Speidel
Wolfgang Speidel (5 novembre 1952) è un entomologo tedesco.
Si è dedicato allo studio di lepidotteri appartenenti alle superfamiglie Bombycoidea, Sphingoidea (oggi confluita nei Bombycoidea), Pyraloidea e Noctuoidea.

Tra il 1973 ed il 1978 ha seguito studi di biologia e chimica presso l'università di Heidelberg. Dopo l'esame di stato, ha svolto un dottorato di ricerca sulle specie acquatiche delle Crambidae Acentropinae presso l'università di Karlsruhe.

Tra il 1991 ed il 1995 ha partecipato al gruppo di ricerca del Prof. C. M. Naumann dell'Università di Bonn, occupandosi di investigare le relazioni filogenetiche all'interno della famiglia Noctuidae.

Dal 1996 al 2000 ha fatto parte del progetto di ricerca "Origini e zoogeografia storica dei Trichoptera e dei Lepidoptera acquatici delle Filippine (Insecta)", coordinato dal Dr. W. Mey del Museo di Storia Naturale dell'Univerversità Humboldt di Berlino.

Tra il 2001 ed il 2004 ha invece partecipato, presso l'Università di Bonn, al progetto di ricerca "L'evoluzione iniziale dei Noctuoidea (Insecta, Lepidoptera)" con il Prof. C. M. Naumann dell'Istituto di ricerca zoologica e Museo A. Koenig.

Dal 2005 è ricercatore e curatore presso il Museum Witt di Monaco di Baviera.

A lui si deve, nel 1977, la classificazione del sottordine Aglossata dei lepidotteri.

## Pubblicazioni (elenco parziale)
- Speidel, W., 1977 - Das Vorkommen von Pyrausta sticticalis (Linné, 1761) 1975 und 1976 in Süddeutschland (Lep. Crambidae). - Atalanta, Würzburg 8: 27-28.
- Speidel, W., 1977 - Ein Versuch zur Unterteilung der Lepidopteren in Unterordnungen. - Atalanta, Würzburg 8: 119-121.
- Speidel, W., 1979 - Eine für Baden neue Pyraustine (Lepidoptera, Crambidae). - Beitr. naturk. Forsch. SüdwDtl. 38: 133-134.
- Roesler, R. U. & W. Speidel, 1979 - Rote Liste der in Baden-Württemberg gefährdeten Zünslerfalter (Pyraloidea). - Veröff. Naturschutz Landschaftspflege Bad.-Württ. 49/50: 371-395.
- Küppers, P. V. & W. Speidel, 1980 - Die systematische Stellung der Neopseustidae (Lepidoptera). - Atalanta, Würzburg 11: 55-65.
- Speidel, W. & T. Kaltenbach, 1981 - Eine neue Unterart des Abendpfauenauges aus Sardinien. - Atalanta, Würzburg 12: 112-116.
- Speidel, W., 1981 - Die Abgrenzung der Unterfamilie Acentropinae. - Atalanta, Würzburg 12: 117-129.
- Speidel, W., 1981 - Über einige Gattungsumbenennungen bei den Nymphulinae (Lep., Pyraloidea). - Atalanta, Würzburg 12: 129-132.
- Roesler, R. U. & W. Speidel, 1981 - Paracymoriza bleszynskialis n. sp., eine neue Acentropine aus China (Lepidoptera-Pyraloidea-Acentropinae). - Articulata 1: 201-206.
- Kaltenbach, T. & W. Speidel, 1982 - Eine neue Urmotte aus China (Lep., Micropterigidae). - Nota lepid. 5: 31-36.
- Speidel, W., 1982 - Zwei neue Arten der Gattung Parapoynx Hübner, 1825 (Lepidoptera, Pyraloidea, Acentropinae). - Neue ent. Nachr. 2: 12-17.
- Biebinger, A. D. & W. Speidel, 1982 - Revision der Gattung Sclerocona Meyrick, 1890 in der Westpaläarktis (Lepidoptera, Crambidae). Teil 1: Verbreitung. - Mitt. ent. Ges. Basel '32: 6-9.
- Biebinger, A. D., Hanigk, H., Kaltenbach, T. & W. Speidel, 1982 - Beiträge zur Lepidopterenfauna von Sardinien unter besonderer Berücksichtigung der Wanderfalter. - Atalanta, Würzburg 13: 3-27.
- Biebinger, A. D. & W. Speidel, 1983 - Revision der Gattung Sclerocona Meyrick, 1890 in der Westpaläarktis (Lepidoptera, Crambidae). Teil 2: Morphologie. - Ent. Z. Frankf. a. M. 93: 231-238.
- Biebinger, A. D., Speidel, W. & H. Hanigk, 1983 - Beiträge zur Lepidopterenfauna von Sardinien: Noctua tirrenica n. sp. (Lep.: Noctuidae). - Ent. Z. Frankf. a. M. 93: 81-86.
- Biebinger, A. D., Speidel, W. & H. Hanigk, 1983 - Noctua tirrenica - eine mediterrane Noctuide erstmals in Farbe. - Neue ent. Nachr. 6: 39-42.
- Speidel, W., 1983 - The Acentropinae (Lepidoptera, Crambidae) from Spain and Portugal. - Shilap Revta lepid. 11: 83-86.
- Speidel, W., 1984 - Revision der Acentropinae des paläarktischen Faunengebietes (Lepidoptera, Crambidae). - Neue ent. Nachr. 12, 157 S., davon 3 Farbtafeln.
- Speidel, W., 1985 - Comment on the proposed designation of type species for Nymphula Schrank, 1802. Z. N. (S.) 2384. - Bull. zool. Nom. 42: 7-8.
- Hassler, M. & W. Speidel, 1986 - Beitrag zur Verbreitung von Dioryctria simplicella (Heinemann) (Lepidoptera: Pyralidae: Phycitinae). - Ent. Z. Frankf. a. M. 96: 321-324.
- Speidel, W. & A. Speidel, 1986 - Beschreibung einer Cossidae-Art und Verzeichnis der kretischen Cossidae und Pyraloidea (Lepidoptera: Cossidae, Pyralidae, Crambidae). - Neue ent. Nachr. 19: 79-98.
- Speidel, W., 1989 - Die Synonymie von Pyrausta aerealis (Hübner) (Lepidoptera: Crambidae). - Nachr. ent. Ver. Apollo, Frankfurt, N. F. 10: 175-177.
- Speidel, W. & R. Herrmann, 1989 - Homaloxestis briantiella (Turati) im Elsaß (Lepidoptera, Lecithoceridae). - Nachr. ent. Ver. Apollo, Frankfurt, N. F. 10: 27-29.
- Speidel, W. & M. Hassler, 1989 - Die Schmetterlingsfauna der südlichen algerischen Sahara und ihrer Hochgebirge Hoggar und Tassili n'Ajjer (Lepidoptera). - Nachr. ent. Ver. Apollo, Frankfurt, Suppl. 8: 1-156.
- Speidel, W. & H. Hanigk, 1990 - Revision der paläarktischen Arten der Gattung Algedonia (Lepidoptera, Crambidae). - Bonn. zool. Beitr. 41: 259-275.
- Speidel, W. & W. Schmitz, W., 1991 - Eine neue Wachsmotte (Lep., Pyralidae, Galleriinae) aus der West-Paläarktis. - Bonn. zool. Beitr. 42: 217-222.
- Speidel, W., Hassler, M. & K. Kuchler, 1991 - Die Schmetterlingsfauna der südlichen algerischen Sahara. 1. Nachtrag. (Lepidoptera). - Nachr. ent. Ver. Apollo, Frankfurt, N. F. 12: 121-135.
- Speidel, W., 1992 - New synonyms of Chinese noctuids (Lepidoptera, Noctuidae). - Esperiana 3: 9-15.
- Hacker, H. & W. Speidel, 1992 - Eine neue Conisania Hampson, 1905 aus SW-China (Lepidoptera, Noctuidae). - Esperiana 3: 17-18.
- Speidel, W., 1994 - Hepialidae, Cossidae, S. 120-152. In: Ebert, G. (Herausgeber): Die Schmetterlinge Baden-Württembergs. 3. Nachtfalter I. Verlag Eugen Ulmer, Stuttgart.
- Speidel, W. & C. M. Naumann, 1995 - Phylogenetic aspects in the higher classification of the subfamily Catocalinae (Lepidoptera, Noctuidae). - Beitr. Ent. 45: 109-118.
- Speidel, W. & C. M. Naumann, 1995 - Further morphological characters for a phylogenetic classification of the Noctuidae (Lepidoptera). - Beitr. Ent. 45: 119-135.
- Rabenstein, R. & W. Speidel, 1995 - Notes on the life history of two Sarbanissa species (Lepidoptera: Noctuidae: Agaristinae) on the Malayan Peninsula. - Nachr. ent. Ver. Apollo, Frankfurt, N. F. 16: 213-228.
- Bassi, G., Passerin d'Entrèves, P., Speidel, W. & S. Zangheri, 1995 - Lepidoptera Pyraloidea. In: Minelli, A., Ruffo, S. & La Posta, S. (Herausgeber): Checklist delle specie della fauna italiana, 87. Calderini, Bologna, 28 S.
- Speidel, W., Fänger, H. & C. M. Naumann, 1996 - The surface microstructure of the noctuid proboscis (Lepidoptera: Noctuidae). - Zool. Anz. 234: 307-315.
- Behounek, G., Speidel, W. & H. Thöny, 1996 - Revision der Gattung Baorisa Moore, 1882 (Lepidoptera: Noctuidae). - Esperiana 4: 53-64.
- Speidel, W., Fänger, H. & C. M. Naumann, 1996 - The phylogeny of the Noctuidae (Lepidoptera). - Syst. Ent. 21: 219-251.
- Sviridov, A. V., Speidel, W. & K. Reshöft, 1996 - Eine neue Catocala-Art aus Afghanistan. - Nachr. ent. Ver. Apollo, Frankfurt, N. F. 17: 191-199.
- Eichler, F., Hacker, H. & W. Speidel, 1996 - Weiterer Beitrag zur Kenntnis der Schmetterlingsfauna des Pirin-Gebirges im Südwesten Bulgariens (Lepidoptera). Beitrag I. - Esperiana 4: 263-268.
- Speidel, W., 1996 - Pyraloidea (except Crambinae), S. 166-196. In: Karsholt, O. & Razowski, J. (Herausgeber): The Lepidoptera of Europe. A distributional checklist. Apollo Books, Stenstrup. 380 S.
- Speidel, W., Fänger, H. & C. M. Naumann, 1997 - On the systematic position of Cocytia (Lepidoptera, Noctuidae). - Dt. ent. Z., N. F., 44: 27-31.
- Meyer, M., Nuss, M. & W. Speidel, 1997 - Kommentierte Checkliste der Pyraloidea von den Azoren mit der Beschreibung von drei neuen Arten (Lepidoptera: Pyraloidea). - Beitr. Ent. 47: 13-34.
- Speidel, W., 1998 - Studies on the phylogeny of the Acentropinae (Lepidoptera, Crambidae). - Mém. Soc. r. belge Ent. 38: 25-30.
- Speidel, W., 1998 - The genus Eoophyla Swinhoe, 1900 from the Philippine Islands (Lep., Crambidae, Acentropinae). - Nachr. ent. Ver. Apollo, Supplementum 17 (Beiträge zur Kenntnis der Insekten der Philippinen iii): 465-474.
- Speidel, W., 1998 - The genus Nymphicula Snellen, 1880 in the Philippines (Lepidoptera: Crambidae: Acentropinae). - Esperiana 6: 533-546, pl. U.
- Speidel, W. & V. S. Kononenko, 1998 - A review of the subfamilies Pantheinae and Acronictinae from North Vietnam with description of new species of Tambana Moore, 1882 and Anacronicta Warren, 1909 (Lepidoptera, Noctuidae). - Esperiana 6: 547-566, pl. T, U.
- Mey, W., Nuss, M. & W. Speidel, 1998 - Data about Lepidoptera diversity in the Afromontane Region of Malawi (Insecta, Microlepidoptera and Heterocera. - Mém. Soc. r. belge Ent. 38: 155-170.
- Mey, W. & W. Speidel, 1999 - Eine neue Acentropine aus Arabien und Äthiopien. - Esperiana 7: 263-266, pl. 7, fig. 5-6.
- Speidel, W. & W. Mey, 1999 - Die Gattung Eoophyla auf den Philippinen II. - Esperiana 7: 469-471, pl. 23, fig. 3-4.
- Kononenko, V. S. & W. Speidel, 1999 - A remarkable undescribed species of the genus Sinna Walker, 1865 (Noctuidae, Chloephorinae) from China. - Japan Heterocerists' J. 206: 97-99.
- Nuss, M. & W. Speidel, 1999 - A new crambid moth species from the north-eastern part of Turkey (Crambidae: Crambinae). - Nota lepid. 22: 155-159.
- Speidel, W. & W. Mey, 1999 - Catalogue of the Oriental Acentropinae (Lepidoptera, Crambidae). - Tijdschr. Ent. 142: 125-142.
- Speidel, W. & W. Mey, 2000 - Comment on the proposed precedence of Nymphulinae Duponchel, [1845] over Acentropinae Stephens, 1835 (Insecta, Lepidoptera). - Bull. zool. Nom. 57: 46-48.
- Speidel, W. & J. E. F. Asselbergs, 2000 - The status of Ocrisia Ragonot, 1893, and notes on Dioryctria Zeller, 1846 (Lepidoptera: Pyralidae, Phycitinae). - Ent. Z. Stuttgart 110: 144-146.
- Wang, H. Y. & W. Speidel, 2000 - Guide Book to Insects in Taiwan (19). Pyraloidea (Pyralidae, Crambidae). Taipei, 295 pp.
- Speidel, W., 2002 - Insecta: Lepidoptera. In: Schwoerbel, J. & Zwick, P. (Herausgeber), Süßwasserfauna von Mitteleuropa/ begr. von A. Brauer. 17, S. 87-148, 2 Tafeln. Spektrum Akademischer Verlag, Heidelberg.
- Speidel, W. & W. Mey, 2002 - Comments on the proposed precedence of Nymphulinae Duponchel, 1845 over Acentropinae Stephens, 1835 (Insecta, Lepidoptera). - Bull. zool. Nom. 59: 131-132.
- Speidel, W., Mey, W. & C. H. Schulze, 2002 - Description of a new Eoophyla species from North Borneo with some notes on its biology (Lepidoptera: Pyraloidea, Crambidae, Acentropinae). - Nachr. ent. Ver. Apollo, Frankfurt, N. F. 22: 215-218.
- Speidel, W. & L. Aarvik, 2002 - Synonyms of European Tortricidae and Noctuidae, with special reference to the publications of Hübner, Geyer and Frölich. - Nota lepid. 25: 17-21.
- Speidel, W., 2003 - Aquatische Schmetterlinge: Phylogenie und Lebensweise einer Microlepidopterengruppe (Lepidoptera, Crambidae). - Verh. Westdt. Entomologentag 2001: 81-87
- Mey, W. & W. Speidel, 2003 - Lepidoptera diversity at high and low altitudes in Taiwan and Luzon – a comparison. J. zool. Soc. Wallacea 1: 29-42.
- Speidel, W., 2003 - New species of aquatic moths from the Philippines (Lepidoptera, Crambidae). - Insecta Koreana 20: 7-49.
- Kuznetzov, V. I., Naumann, C. M., Speidel, W. & A. A. Stekolnikov, 2004 - The skeleton and musculature of male and female terminalia in Oenosandra boisduvalii Newman, and the phylogenetic position of the family Oenosandridae (Lepidoptera). - Revista de lepidopterologia, SHILAP, 32 (128): 297-313.
- Schnitzler, H. & W. Speidel, 2004 - A new species of Macroglossum from Sulawesi (Lepidoptera: Sphingidae). - Ent. Z. Frankf. a. M., 114: 243-246.
- Speidel, W. & C. M. Naumann, 2005 - A survey of family-group names in the noctuoid moths (Lepidoptera). - Systematics and Biodiversity 2: 191-221.
- Speidel, W. & C. M. Naumann, 2005 - The systematic position of the genus Cetola Walker, 1855 (Lepidoptera: Noctuidae). - Ent. Z. Frankf. a. M. 115: 25-28.
- Speidel, W. & G. Behounek, 2005 - The genus Wittstrotia gen. n. (Lepidoptera, Noctuidae, Eustrotiinae). - Entomofauna 26: 394-408.
- Goater, B., Nuss, M. & W. Speidel, 2005 - Pyraloidea I (Crambidae: Acentropinae, Evergestinae, Heliothelinae, Schoenobiinae, Scopariinae). In: Huemer, P., Karsholt, O., Microlepidoptera of Europe. 4. Stenstrup, 304 S. [Nuss, M. & Speidel, W.: Introduction; Speidel, W.: Subfamilies Acentropinae and Schoenobiinae].
- Speidel, W., 2005 - Cetola naumanni sp. n. from Thailand (Lepidoptera, Noctuidae). - Ent. Z. Frankf. a. M., 115: 13-14.
- Mey, W. & W. Speidel, 2005 - Two new species of Eoophyla Swinhoe, 1900 from continental South East Asia (Lepidoptera: Crambidae, Acentropinae). - Bonn. zool. Beitr. 53: 115-119.
- Speidel, W. & D. Stüning, 2005 - Ambia naumanni sp. n., a new species of Musotiminae from Yunnan (Lepidoptera, Crambidae). - Bonn. zool. Beitr. 53: 221-225.
- Speidel, W., Buchsbaum, U. & M. A. Miller, 2005 - A new Paracymoriza species from Lombok (Indonesia) (Lepidoptera, Crambidae). - Bonn. zool. Beitr. 53: 227-234.
- Witt, T. J., Müller, G. C., Kravchenko, V. D., Miller, M. A., Hausmann, A. & W. Speidel, 2005 - A new Olepa species from Israel. - NachrBl. bayer. Ent. 54: 101-115.
- Müller, G. C., Kravchenko, V. D., Speidel, W., Hausmann, A., Orlova, O. B., Toledo, J. & T. J. Witt, 2005 - Description of early stages and laboratory breeding of Olepa schleini Witt et al., 2005 (Lepidoptera: Arctiidae). - Mitt. münch. ent. Ges. 95: 11-18.
- Müller, G. C., Kravchenko, V. D., Speidel, W., Hausmann, A., Ortal, R., Miller, M. A., Orlova, O. & T. Witt, 2005 - Distribution, phenology, ecology, behaviour and issues of conservation of the Israeli tiger moth, Olepa schleini Witt et al., 2005 (Lepidoptera: Arctiidae). - Mitt. münch. ent. Ges. 95: 19-29.
- Eitschberger, U., Kravchenko, V., Li, C., Speidel, W., Witt, T. & G. C. Müller, 2005 - Zwei neue Hemaris Dalman, 1816 - Arten (Subgenus Mandarina Eitschberger, Danner & Surholt, 1998) aus dem Nahen Osten (Lepidoptera, Sphingidae). - Atalanta, Würzburg 36 (1/2): 199-207.
- Müller, G. C., Kravchenko, V., Li, C., Eitschberger, U., Miller, M. A., Orlova, O., Speidel, W. & T. Witt, 2005 - The Sphingidae of Jordan: Distribution, Phenology and Ecology (Lepidoptera, Sphingidae). - Atalanta, Würzburg 36 (1/2): 209-221.
- Müller, G. C., Kravchenko, V., Li, C., Eitschberger, U., Hausmann, A., Miller, M. A., Orlova, O., Ortal, R., Speidel, W. & T. Witt, 2005 - The Hawk Moths of Israel: Distribution, Phenology and Ecology (Lepidoptera, Sphingidae). - Atalanta, Würzburg 36 (1/2): 222-236.
- Müller, G. C., Kravchenko, V. D., Li, C., Mooser, J., Orlova, O. B., Phillips, A., Speidel, W. & T. Witt, 2005 - The Notodontidae (Lepidoptera) of Israel. - Atalanta, Würzburg 36 (1/2): 237-247.
- Müller, G. C., Kravchenko, V. D., Li, C., Mooser, J., Orlova, O. B., Speidel, W. & T. Witt, 2005 - The Nolidae (Lepidoptera) of Israel. - Atalanta, Würzburg 36 (1/2): 248-256.
- Müller, G. C., Kravchenko, V. D., Chikatunov, V., Ortal, R., Orlova, O., Li, C., Witt, T., Speidel, W., Mooser, J. & A. Hausmann, 2006 - General aspects of the Israeli Light-trap Network concerning Coleoptera. - Esperiana 12: 283-289.
- Witt, T. & W. Speidel, 2006 - Eine neue Calpenia-Art aus China (Lepidoptera, Arctiidae). - Entomofauna 27: 37-44.
- Müller, G. C., László, G. M., Ronkay, G., Ronkay, L., Speidel, W., Kravchenko, V. D., Mooser, J. & T. J. Witt, 2006 - The Drepanoidea of Israel: Distribution, Phenology and Ecology (Lepidoptera: Thyatiridae and Drepanidae), with description of a new species. - Entomofauna 27: 57-76.
- Witt, T. J. & W. Speidel, 2007 - Eine neue Art der Gattung Polymona Walker, 1855, aus Algerien (Lepidoptera, Lymantriidae). - Entomofauna 28: 33-44.
- Witt, T.J. & W. Speidel, 2007 - Eine neue Rodneya-Art aus Pakistan (Lepidoptera, Notodontidae). - Entomofauna 28: 149-156.
- Speidel, W., van Nieukerken, E. J., Honey, M. & S. (J. C.) Koster, 2007 - The exotic pyraloid moth Diplopseustis perieresalis (Walker) expanding in the West Palaearctic Region (Crambidae: Spilomelinae). - Nota lepid. 29: 185-192.
- Nässig, W. A. & W. Speidel, 2007 - On the authorships of the Lepidoptera Atlas of the “Reise der Novara”, with a list of the taxa of Bombycoidea [s. l.] therein described (Insecta, Lepidoptera, Bombycoidea). – Senckenberg. biol. 87: 63-74.
- Behounek, G. & W. Speidel, 2007 - The taxonomic status of Wittstrotia flavannamica nunta (Lepidoptera, Noctuidae). - Mitt. münch. ent. Ges. 97: 127-130.
- Witt, T. J., Kravchenko, V. D., Speidel, W., Mooser, J., Junnila, A. & G. C. Müller, 2007 - A new Amata species from Israel (Lepidoptera, Arctiidae, Syntominae). - Nota lepid. 30: 367-373.
- Speidel,W. & T. J. Witt, 2007 - A new genus of Galleriinae from South-East Asia (Lepidoptera, Pyralidae). - Entomofauna 28: 201-212.
- Speidel, W., 2007: Epipaschiinae (Lepidoptera, Pyralidae). In: Mey, W., The Lepidoptera of the Brandberg Massif in Namibia. Part 2. - Esperiana Memoir 4: 145-148.
- Müller, G. C., Kravchenko, V. D., Ronkay, L., Speidel, W., Witt, T. J., Mooser, J., Junnila, A. & A. Zilli, 2007 - A new species of Odontelia Hampson, 1905 from Israel and its ecology (Lepidoptera: Noctuidae, Hadeninae). - Ent. Z. Frankf. a. M. 117 (6): 243-247.
- Mey, W. & W. Speidel, W., 2008 - Global diversity of butterflies [recte moths] (Lepidoptera) in freshwater. - Hydrobiologia 595: 521-528.
- Müller, G.C., Kravchenko, V. D., Witt, T. J., Junnila, A., Mooser, J., Saldaitis, A., Reshöft, K., Ivinskis, P., Zahiri, R. & W. Speidel, 2008 - New Underwing taxa of the section of Catocala lesbia Christoph, 1887 (Lepidoptera, Noctuidae). - Acta zool. Lituanica 18: 33-52.
- Speidel, W., Ivinskis, P. & A. Saldaitis, 2008 - A new Catocala species (Lepidoptera, Noctuidae) from China. - Acta zool. Lituanica 18: 122-123.
- Witt, T.J., Behounek, G., Speidel, W. & V. Sinyaev, 2009 - Additional data for Platychasma elegantula (Lepidoptera, Notodontidae). - Entomofauna 30: 129-126.
- Behounek, G. & W. Speidel, 2009 - Eine neue Agrotis-Art von Cabo Verde: Agrotis (Powellinia) aistleitneri sp. n. (Lepidoptera, Noctuidae). - Entomofauna 30: 121-128.
- Kravchenko, V. D., Speidel, W., Witt, T. J., Mooser, J., Seplyarsky, V. N., Saldaitis, A., Junnila, A. & G. C. Müller, 2008 - A new species of Catocala from Israel (Lepidoptera, Noctuidae). - Acta zool. Lituanica 18: 127-129.
- Saldaitis, A., Ivinskis, P. & W. Speidel, 2008 - A new Catocala species (Lepidoptera, Noctuidae) from Tajikistan. - Acta zool. Lituanica 18: 161-165.
- Stekolnikov, V. V. & Speidel, W., 2009 - Taxonomische Stellung der Gattungen Panthea, Trichosea und Diloba (Lepidoptera, Noctuoidea, “Pantheidae” und Noctuidae) unter Berücksichtigung der stammesgeschichtlichen Beziehungen zu den Lymantriidae. - Entomofauna 30: 61-104.
- Buchsbaum, U., Chen, M.-Y. & W. Speidel, 2010 - Neochalcosia witti sp. n., a new Zygaenidae species (Chalcosiinae) from southeast China. - Entomofauna 31: 493-504.
- Kravchenko, V. D., Matov, A., Speidel, W., Rybalov, L., Seyroum, E., Beredin, S., Negeri, M., Witt, T., Mooser, J. & G. C. Müller, 2010 - Contributions to the Lepidoptera Fauna of Ethiopia: Catocaline taxa (Lepidoptera: Noctuidae). - Lepidoptera Novae 3: 41-52.
- Mey, W. & W. Speidel, 2010 - Malickyella gen. nov. – a new moth genus of the family Crambidae (Lepidoptera, Pyraloidea). - Denisia 29: 215-222.
- Mehrnejad, M. R. & W. Speidel, 2011 - The Pistachio Fruit Hull Borer Moth Arimania komaroffi Ragonot, 1888 (Lepidoptera, Pyralidae). - Entomofauna 32: 17-28.
- Hausmann, A., Haszprunar, G., Segerer, A. H., Speidel, W., Behounek, G. & P. D. M. Hebert, 2011 - Now DNA-barcoded: the butterflies and larger moths of Germany (Lepidoptera: Rhopalocera, Macroheterocera). - Spixiana 34: 47-58.